# Elezioni parlamentari nelle Isole Åland del 2003
Le elezioni parlamentari nelle Isole Åland del 2003 si tennero il 19 ottobre.

## Risultati
| Liste                         | Voti   | % | Seggi |
| ----------------------------- | ------ | - | ----- |
| Centro delle Åland            | 2.980  |   | 9     |
| Liberali delle Åland          | 2.970  |   | 9     |
| Socialdemocratici delle Åland | 2.340  |   | 6     |
| Moderati delle Åland          | 1.677  |   | 4     |
| Obunden Samling               | 1.163  |   | 3     |
| Futuro di Åland               | 800    |   | 2     |
| Ålands Framstegsgrupp         | 416    |   | 1     |
| Totale                        | 12.346 |   | 30    |